# كردستان الحمراء

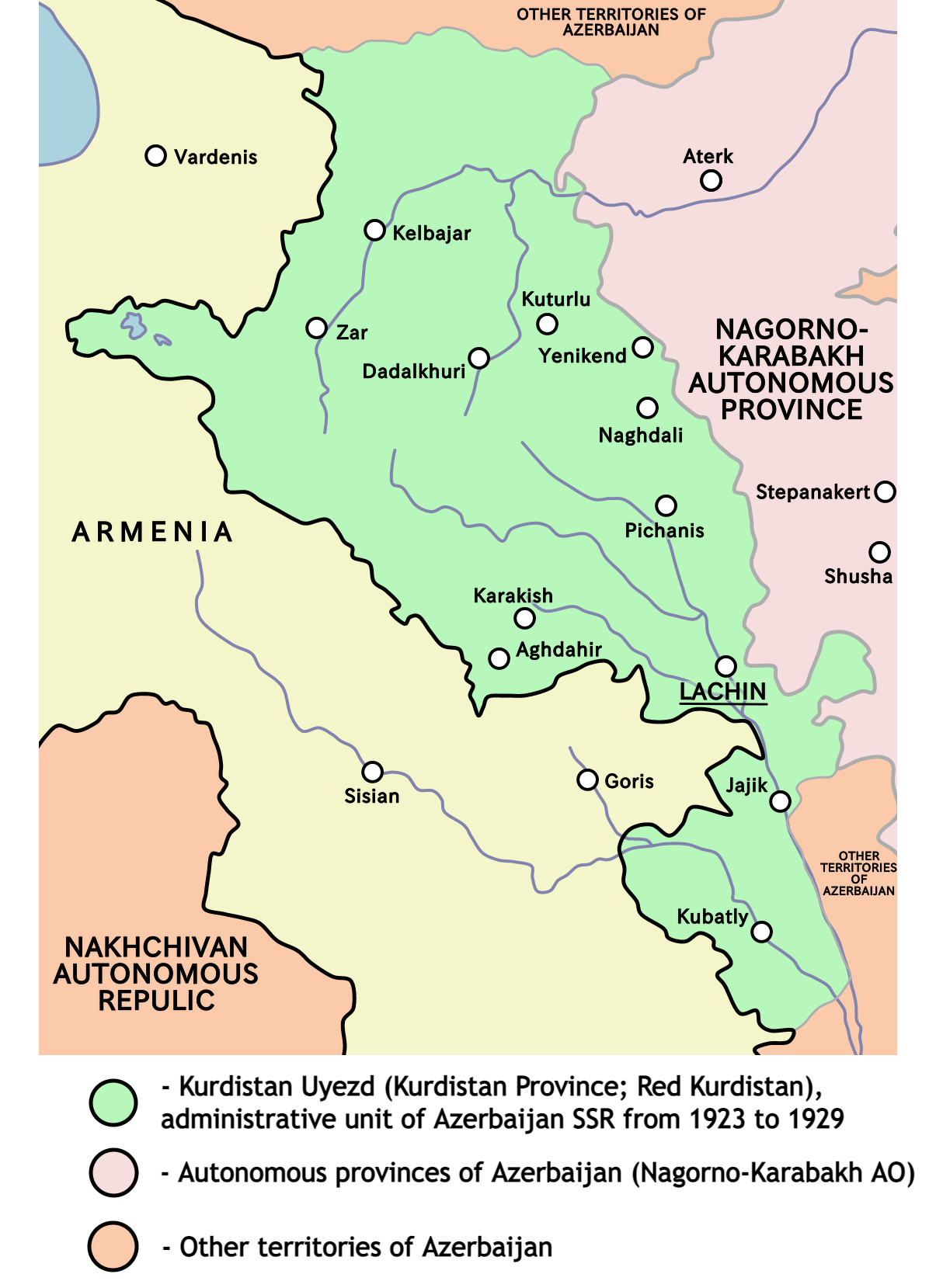

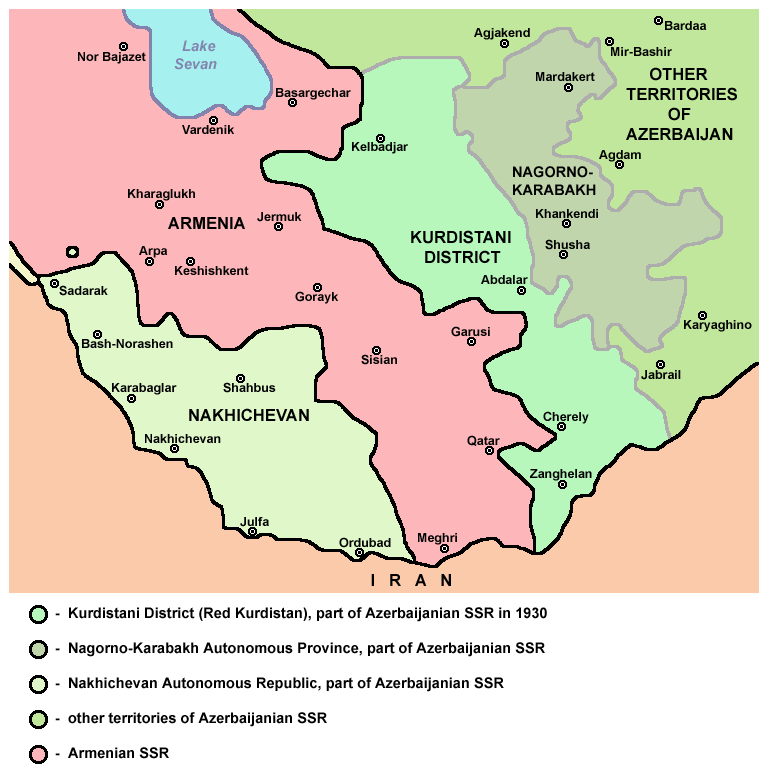

جمهورية كردستان الحمراء (بالكردية: کوردستانی سوور، Kurdistana Sor) (بالاذرية: Qьzьl Kyrdistan) (بالروسية: «كراسنايا كوردستان» Красный Курдистан/Krasnyy Kurdistan) كانت جمهورية ذاتية الحكم تابعة لحكومة أذربيجان تأسست في بداية عهد لينين في 7 تموز/يوليو من عام 1923م، وانتهت بشكل تراجيدي في الثامن من نيسان/أبريل عام 1929. كانت عاصمتها لاتشين وتضم مدن كلباجار وقوبادلي والتي تقع اليوم داخل منطقة مرتفعات قره باغ.
وكان الكرد يشكلون 72.3% من سكانها أي 37,182 نسمة ولكن تدخُّل ستالين والقمع السوفيتي المستمر ضد الاقليات في القفقاس أدّى إلى اضمحلال الوجود الكردي عبر سياسات التتريك الآذرية والتهجير السوفياتية التي اتبعها ستالين. حيث هجر الآلاف من الكرد من أذربيجان وأرمينيا وجورجيا إلى قفارى كازاخستان وسيبيريا ليلاقوا هناك الموت المحتم بدعوى مساندة الهجوم النازي وشمل هذا التهجير أغلبية الأقليات والقوميات الصغيرة في القوقاز من شيشان وابخاز وأكراد وداغستانيين بين سنة 1935-1944. قليلون هم من عاد من الكرد إلى ديارهم.
تم في مايو 1930 إنشاء وحدة إدارية سميت كردستان[محل شك] وشملت بعض المناطق الجديدة منها زنكلان وجبرايل ولكن الفشل كان بالمرصاد نتيجة معارضة وزير الشؤون الخارجية للدولة السوفيتية لأي تحرك كردي قد يؤدي بالضرر على كل من الجارة تركيا وإيران ومنع لأي تحرك سياسي كردي على حدود الدولتين حيث كانت ثورة اغري الكردية بقيادة احسان نورى الباشا مستعرة في جبال جبل أرارات ضد تركيا وإيران.
استمر الوضع الكردي بالاضمحلال مع اتساع سياسة التهميش والتتريك الاذريين. وبعد سقوط الاتحاد السوفيتي وتفكك جمهورياته، سيطر الأرمن على منطقة مرتفعات قره باغ ومناطق الأكراد فيها، وحاول الأرمن استمالة الكرد[ما هي؟]
.
وتم تأسيس جمهورية لاجين الكردية عام 1992 برئاسة وكيل مصطفاييف ولكنها لم تدم طويلا نظرا لعدم وجود الدعم الجماهيري الكردي حيث كانت وليدة سياسة أرمنية معادية لآذربيجان، رفضها الكرد الذين يشتركون مع الآذريين في الدين والثقافة والأرض ولجأ رئيسها (مصطفاييف) إلى إيطاليا لاجئا سياسيا من نفس العام.

## الهوامش والمصادر
1. ↑  Lachin Kurdish Republic is declaredنسخة محفوظة October  4, 2013, على موقع واي باك مشين. نسخة محفوظة 16 ديسمبر 2014 على موقع واي باك مشين.
2. ↑  "Laçın. Tarixi haqqında qısa məlumat". مؤرشف من الأصل في 2018-10-09. اطلع عليه بتاريخ 2014-11-05.
3. ↑  "Курдистанский уезд (1926 г.) Родной язык". مؤرشف من الأصل في 2018-01-04. اطلع عليه بتاريخ 2014-11-05.
4. ↑  (بالروسية) Russia and the problem of Kurds نسخة محفوظة 9 نوفمبر 2017 على موقع واي باك مشين.
5. ↑  "Курдистанский уезд 1926". web.archive.org. 28 أكتوبر 2020. مؤرشف من الأصل في 2020-10-28. اطلع عليه بتاريخ 2023-09-28.{{استشهاد ويب}}:  صيانة الاستشهاد: BOT: original URL status unknown (link)
6. ↑  (بالروسية) Партизаны на поводке. نسخة محفوظة 09 نوفمبر 2017 على موقع واي باك مشين.

- Müller, Daniel “The Kurds and the Kurdish Language in Soviet Azerbaijan According to the All-Union Census of December 17, 1926”. The Journal of Kurdish Studies Vol. 3, pp. 61–84.
- Müller, Daniel. “The Kurds of Soviet Azerbaijan 1920-91” Central Asian Survey v.19 i.1 (2000), pp. 41–77.

## مواقع متصلة
- "Another Sad Story: Red Kurdistan"
- "The Red Kurdistan: geopolitical aspects of formation and abolishment"